# Pepete (José Dámaso Rodríguez y Rodríguez)
Pour les articles homonymes, voir José Rodríguez, Rodríguez et Pepete.
 José Dámaso Rodríguez y Rodríguez  dit « Pepete », né à Cordoue (Espagne) le 11 décembre 1824, mort à Madrid (Espagne) le 20 avril 1862, était un matador espagnol.

## Présentation
Dès son plus jeune âge, « Pepete » manifeste sa volonté de devenir matador et commence sa carrière comme banderillero dans les cuadrillas de Antonio Duque « Camará » et de José Redondo « El Chiclanero ». Il prend l’alternative à Séville (Espagne) le 12 août 1850 avec comme parrain Juan Lucás Blanco. Le 4 juillet 1852, il se présente à Madrid comme « matador de toros » au cours d’une corrida de quatorze taureaux en compagnie de « Cúchares », « El Chiclanero », « El Cano », « Pucheta » et l’aficionado practico (matador amateur) Don Gil Fernández Oliva. « Cúchares » ayant refusé toute cérémonie de confirmation d’alternative, celle-ci aura lieu le 27 juin 1853 avec comme parrain Cayetano Sanz.
Sa notoriété croît très rapidement après son alternative, et il devient l’un des matadors les plus appréciés de son époque. Il compte notamment dans sa cuadrilla plusieurs futures « figuras » du toreo, comme « Lagartijo ». 
Le 20 avril 1862, dans les arènes de Madrid, le taureau « Jocinero » de la ganadería de Miura ayant renversé un picador, « Pepete » se précipita au secours de celui-ci. Par malheur, si le taureau se détourna du picador, ce fut pour planter sa corne dans la poitrine du matador, lui lésant gravement le cœur. « Pepete » trouva la force de se traîner jusqu’à la barrière, d’où on le porta jusqu’à l’infirmerie. Mais il était déjà trop tard.
On lui dédia les vers suivants :
« Pepete » salió a la plaza
como un torero valiente
por salvar a un picador
el toro le dio la muerte.
« Pepete » sortit dans la plaza
comme un vaillant torero
pour sauver un picador
le taureau lui donna la mort.
« Pepete » était le grand-oncle du célèbre « Manolete ».